# Septickij
Septickij (ukránul: Шептицький), 2024-ig Cservonohrad, régi lengyel nevén Krystynopol területi jogú város Ukrajna Lvivi területén. A Septickiji járás és Septickij község székhelye.. A város neve 1951-től 1953-ig az orosz Krisztyinopol (Кристинополь), illetve az ukrán Krisztinopil (Кристинопіль) volt. Közigazgatásilag a városhoz tartoznak Hirnik és Szosznyivka városi típusú települések is. A 2001-es népszámlálás idején a város lakossága 70 300 fő volt, ebből 4500 fő (6,4%) orosz, 100 fő (0,15%) lengyel nemzetiségű. 2008 júliusában a lakosság 83 100 fő volt. A város a Lvivi terület északi részén, a Nyugati-Bug medencéjében, 15 km-re a lengyel–ukrán határtól fekszik.

## Története
A város területét 1685 májusában vásárolta meg Feliks Kazimierz Potocki krakkói vajda. Potocki 1692-ben alapított várost az egykori Nowy Dwór falu helyén, melynek felesége, Krystyna Potocka (szül. Krystyna Lubomirska, 1661–1699) után a Krystynapol nevet adta.
Potocki a várost a család székhelyévé fejlesztette. Feliks Kazimierz Potocki ott halt meg 1702. szeptember 22-én. Később unokája, Franciszek Salezy Potocki palotát épített a városban, 1763-ban pedig megalapította a város bazilikánus kolostorát, melyhez megépíttette a Szent György-templomot. 1946-ig ebben a templomban őrizték a Szűzanya csodatévő ikonját.
Lengyelország 1772-es felosztásakor a város egész Galíciával együtt a Habsburg Birodalomhoz került. A Potockiak ezután rövidesen elhagyták a várost, a család minden hátrahagyott tulajdona az osztrák államkincstárhoz került. 1878-ban Żółkiewig (ma: Zsovkva) utat építettek, majd 1884-ben Krystynopol és Rawa Ruska (ma: Rava-Ruszka) között megépült a vasútvonal.
A város a két világháború között Lengyelországhoz tartozott, majd az 1939-es szovjet, később német megszállás után, a második világháborút követően ismét Lengyelország része volt.
A városnak korábban jelentős zsidó közössége volt. Az első zsidók 1740 körül települtek le a városban. Lélekszámuk 1931-ben 2200 fő volt. A város zsidó temetőjét a 18. században alapították. A zsidó lakosságot 1942 szeptemberében deportálták és a Bełżec koncentrációs táborba szállították.
A város Szokalscsinával együtt 1951. február 15-én államközi egyezmény keretében került a Szovjetunióhoz, cserébe 1951. június 3-án Lengyelország megkapta a Beszkidekben található Ustrzyki Dolne települést és környékét. A területcsere nem hivatalos oka a környék szén- és olajpala vagyona volt. A várost 1953-ban az orosz Cservonograd, illetve ukrán Cservonohrad névre nevezték át.
2024. április 3-án a Legfelsőbb Tanács Közigazgatás-szervezési, Helyi Önkormányzati, Területfejlesztési és Városrendezési Bizottsága támogatta, hogy a várost Andrej Septickij galíciai metropolita tiszteletére Septickijre nevezzék át. 2024. szeptember 19-én a Legfelsőbb Tanács határozatot fogadott el a város és a járás átnevezéséről, a határozat 2024. szeptember 26-án lépett életbe.

## Gazdaság és oktatás
A város gazdaságának alapját a Lvivi–Volinyi szénmezőre épült szénbányák, valamint a hozzájuk kapcsolódó üzemek képezik. A bányák kiépítése 1952-ben kezdődött. Az első bánya 1957 decemberében kezdett termelni. 1979-ben széndúsító üzemet építettek.
A városban vasúti betonépítményeket gyártó üzem, fafeldolgozó kombinát, tejüzem és textilüzem is működik.
A településen található a lvivi Ivan Franko Egyetem egyik kihelyezett tagozata. A városban 11 középiskola és gimnázium működik.